# Palenque (Ecuador)
Palenque è una parrocchia urbana dell'Ecuador, capoluogo dell'omonimo cantone, nella provincia di Los Ríos.